# Hans Karg (Maler)
Hans Karg (eigentlich Johannes Karg; genannt Parsimonius aus Augsburg; * 1551 in Leipheim; † ca. 1610) war ein schwäbischer Maler, der im Zusammenhang mit den Arbeiten am neuen Lusthauses nach Stuttgart herangeholt wurde. Er ist der Vater des Malers Gabriel Karg.

## Leben
Hans Karg war ein Sohn des evangelischen Theologen und zukünftigen Hirsauer Abtes Johannes Parsimonius und seiner ersten Frau Maria. Er wuchs in Augsburg, der Heimatstadt seines Vaters, auf und war bereits 1559 ein Lernknabe bei einem Maler, 1572 wurde er in Augsburg Malermeister. 1573 kopierte er kleinformatig im Auftrag seines Vaters ein Wandgemälde aus der Zeit 1524–34 als Ergänzung zu dessen Geschichte des Klosters Hirsau. Hans Karg arbeitete eine Zeit lang in Ulm, bevor er 1586 nach Stuttgart ging, nachdem man ihm eine Beschäftigung am Hofe versprochen hatte. Er musste zuvor offenbar aus Augsburg geflohen sein, denn sein Aufenthalt in Ulm wurde als „underschloef“ [Unterschlupf] bezeichnet.
Seit 1588 bekam er vom Herzog Ludwig von Württemberg Aufträge, Wappen, Weidwerke und Stammbäume zu malen. Karg wurde von dem Herzog auch wie ein Bildberichterstatter eingesetzt. Er wurde zu Hochzeiten geschickt, um nach dort angefertigten Zeichnungen später Gemälde zu malen. So war er 1591 bei einer Fugger’schen Hochzeit in Augsburg und im folgenden Jahr bei der Hochzeit des Markgrafen Georg Friedrich von Baden in Durlach. 1590/91 malte er ferner Historien für Herzogin Ursula.
Ab 1591 gehörte Hans Karg zu der Gruppe von Malern, die unter der Leitung von Hans Steiner an der Ausmalung des neuen Lusthauses beteiligt waren. Die größte Aufgabe dort war die Ausmalung des 1196 m² großen und 14 m hohen Festsaals. Auf der Decke wurden mehrere Jagdszenen dargestellt, wovon Hans Karg den Schorndorfer Forst und den Reichenberger Forst mit einer Wolfsjagd übernahm. Anschließend entwarf er zusammen mit Andreas Herneisen den Uracher Forst und führte ihn zusammen mit Hans Steiner aus. Hans Karg holte für diese Arbeiten seine Söhne, von denen namentlich nur Gabriel bekannt ist, sowie einen sehr geschickten Gesellen aus Nürnberg hinzu.
Nach dem Abschluss der Arbeiten am neuen Lusthaus bekam er wieder Aufträge, Bilder von Feierlichkeiten (z. B. einer Feierlichkeit im Tiergarten 1599) zu machen. Dazu kamen noch Porträts von Tieren: z. B. 1595/96 Darstellungen eines ganz besonderen, grünen Hechts, die an elf Fürsten geschickt wurden, damit die darüber ihre Meinung sagen, sowie 1600/01 Darstellung der Pferde. Er lehnte aber auch einfache Anstreicherarbeiten nicht ab: 1591/92 strich er die Fensterläden der städtischen Ziegelhütte an.
Hans Karg war Witwer oder war gerade während seines Aufenthaltes in Stuttgart Witwer geworden, denn er heiratete 1591/92 zum zweiten Mal und bekam aus diesem Anlass aus der herzoglichen Kasse 4 fl als Geschenk. Er arbeitete in Stuttgart bis 1601/02. Danach verließ es vielleicht in Richtung Augsburg.
Nach Steiners Meinung kannte sich Karg mit den biblischen Geschichten bestens aus, aber verstand „sich nichts umb das Waidwerckh“, malte auch nicht viel daran, sondern überließ dies seinen Gesellen.
Die einzige von ihm erhaltengebliebene Arbeit ist eine schwache Stammbuch-Miniatur von 1572, die über seinen Zeichenstil kaum etwas aussagt.

## Erhaltene Arbeiten
- 1572 eine Stammbuchminiatur[12]